# Assedio di Retz
L'assedio di Retz fu un conflitto combattuto tra il Sacro Romano Impero ed il Regno d'Ungheria nel 1486. Esso fu parte della guerra austro-ungherese. La presa della cittadina da parte degli ungheresi portò al prosperare della sua industria vinicola locale.

## L'assedio

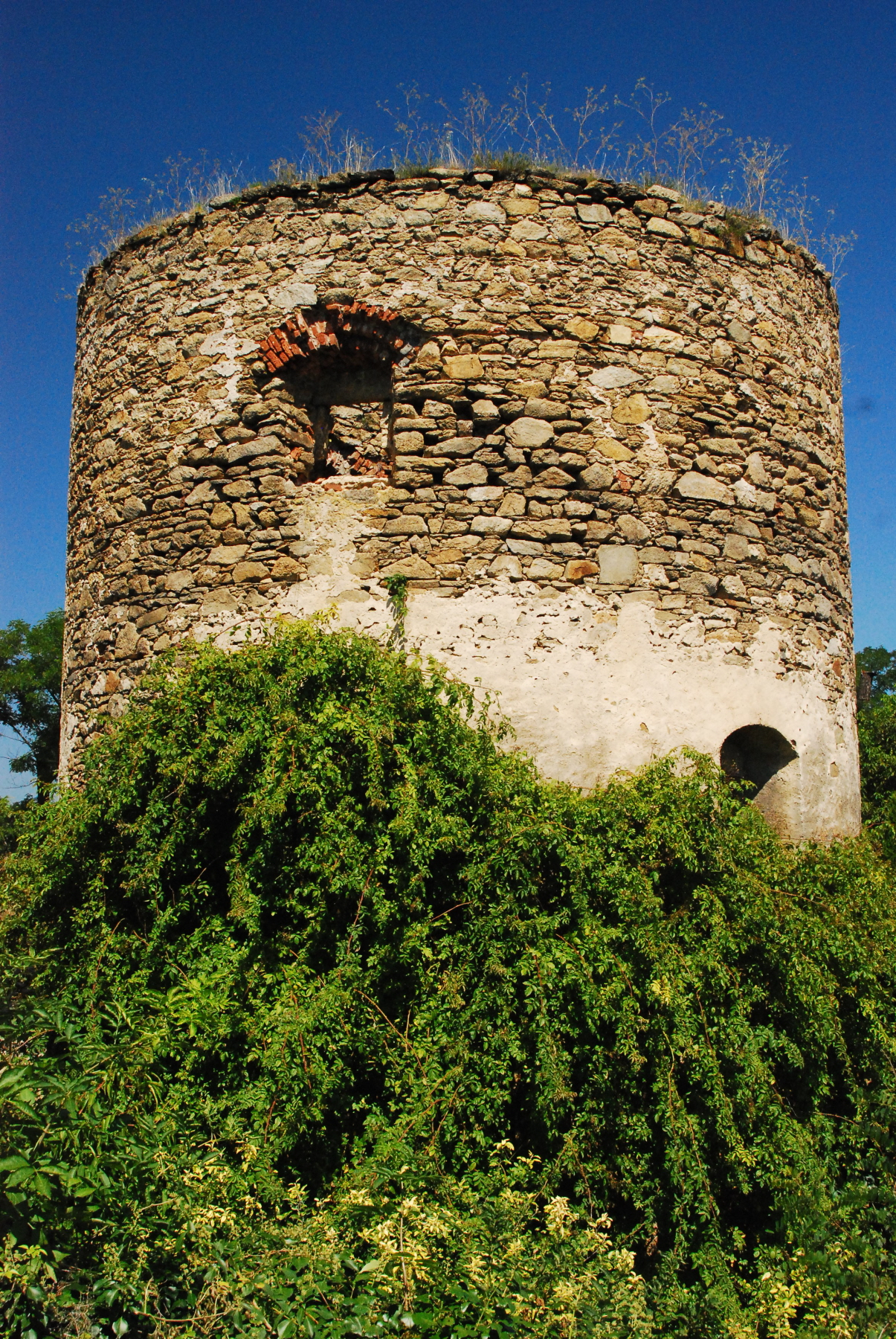
La torre di Haberveld delle fortificazioni di Retz, Bassa Austria

Dopo la caduta di Laa il re ungherese Mattia Corvino si rivolse verso Retz. Accompagnato da suo figlio Giovanni, egli divise il suo esercito in tre blocchi: uno composto prevalentemente da boemi, il secondo da ungheresi e il terzo dalla cavalleria leggera raci. Mattia Corvino assediò il villaggio con loro il 4 ottobre successivo. Il villaggio era ad ogni modo pesantemente fortificato e richiese tutto lo sforzo delle armi d'assedio per essere conquistato. La guarnigione compì diverse sortite mirate a colpire i trasporti e i rifornimenti dell'accampamento degli assedianti. Queste schermaglie causarono poche perdite, ma crearono sufficiente scompiglio al punto che il re decise di cannoneggiare la città ritirando gli uomini dalle mura dopo averne minato il forte e le torri. I cittadini di Retz capirono che era giunto il momento della resa. Essi ottennero il perdono reale e Mattia entrò trionfalmente nella città il 10 ottobre 1486.

## Conseguenze
Dopo la presa della città Mattia Corvino nominò Nikolaus Bethlen al ruolo di capitano della città ed iniziò a costruirvi il castello noto come Gatterburg. Mattia Corvino ripristinò i privilegi del villaggio, incentrati principalmente sulle sue famose e rinomate cantine che vennero ricostruite ed ulteriormente ingrandite a partire dall'11 novembre, quando ordinò che tutte le uve dei villaggi vicini vi fossero portate a fermentare. In quello stesso anno egli permise agli abitanti di Retz di esportare i loro vini nell'Europa settentrionale e persino alla corte del Granduca di Mosca Ivan III. L'architettura della piazza principale di Retz riflette ancora oggi le enormi ricchezze accumulate dalla città all'epoca del dominio ungherese. Mattia rimase nel villaggio per diversi giorni, ricevendovi gli ambasciatori francesi oltre allo storico Antonio Bonfini, il quale – dopo la visita – venne convocato a corte come storico ufficiale.